# 曹颖 (神经科学家)
曹颖（1975年—）是一位美国神经科学家。

## 生平
出生于中国江苏省常州市，曾在加州理工學院任职，现为加利福尼亞大學柏克萊分校生物学教授，研究方向为通过功能性磁共振成像（fMRI）来认识大脑进行人脸识别时的变化，2009年获斯隆奖，2018年获麦克阿瑟奖，2020年当选美国国家科学院院士。其丈夫為加利福尼亞大學柏克萊分校電子及電腦工程系助理教授Grigory Tikhomirov 